# Marie Bonaparte
Marie Bonaparte, född 2 juli 1882, död 21 september 1962, var en fransk författare och psykoanalytiker och en grekisk prinsessa; dotter till Marie-Félix Blanc och Roland Bonaparte, sonson till Napoleon I:s bror Lucien Bonaparte, och gift 1907 med prins Georg av Grekland och Danmark. Hon var Frankrikes första kvinnliga psykoanalytiker och anses ha introducerat psykonalaysen till Frankrike som lärjunge till Sigmund Freud.

## Biografi
Marie Bonaparte var arvtagare till en stor förmögenhet efter sin morfar och fick en hög utbildning. Hon tillhörde inte den gren av familjen Bonaparte som hävdade anspråk på den eventuella franska tronen, men gifte sig 12 december 1907 i Aten med prins Georg av Grekland och Danmark, andre son till kung Georg I av Grekland. Äktenskapet hade uppmuntrats av hennes blivande svärfar och firades med stor pompa. Relationen mellan Marie och Georg utvecklades aldrig till ett kärleksförhållande, men de var goda vänner.
Hon hade senare uppmärksammade förhållanden med Rudolph Loewenstein, Gustave Le Bon, Jacques Louis Reverdin och Aristide Briand; det sades att hon under första världskriget påverkade de fransk-grekiska relationerna genom sitt förhållande med premiärminister Briand.      
Marie Bonaparte intresserade sig tidigt för psykologin, med fokus på sexualitet. Inspirerad av sina egna svårigheter att uppnå orgasm, gjorde hon undersökningar om den kvinnliga orgasmen och publicerade 1924 en undersökning där hon jämförde vad som kallades den klitorala och den vaginala orgasmen. Hon framlade en teori om att den kvinnliga orgasmen var beroende av avståndet mellan vagina och klitoris, den synliga delen som är klitorisollonet. Hon diagnosticerade sig själv som frigid och genomgick två operationer med syfte att underlätta en orgasm. Constantin Brâncuşi gjorde 1916 en skulptur av henne, kallad Princesse X, som orsakade skandal då den syftade på vad som uppfattades som hennes penisfixering.     
Hon konsulterade 1925 Sigmund Freud angående sina svårigheter att få orgasm, och gick i terapi hos honom fram till 1938. Det var till henne Freud yttrade sin berömda replik: "Vad vill kvinnor ha?" Hon översatte Freuds verk till franska och grundade 1926 "Société Psychoanalytique de Paris SPP". Hon hjälpte Freud att emigrera undan nazisterna 1938 genom mutor. 
Hon var verksam som psykoanalytiker till sin död och hade en tid den blivande presidenten François Mitterrand som klient i terapi; under den brittiska kröningen 1953 satt Bonaparte och Mitterand bredvid varandra och glömde kröningen på grund av sitt samtal.   
Hon avled av leukemi och kremerades. Hennes relation till Freud har dramatiserats till en film.